# St. John's (Newfoundland och Labrador)

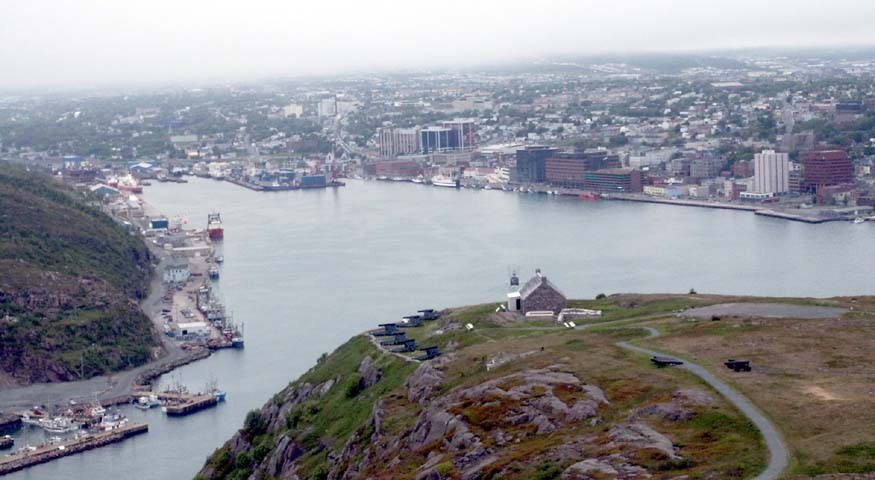
St. John's, Newfoundland.

St. John's är huvudstaden och den största staden i Newfoundland and Labrador i Kanada. Den är belägen på Avalonhalvöns östra kust på ön Newfoundland. St. John's täcker en yta på 446 kvadratkilometer och är Nordamerikas mest östligt belägna stad, om man exkluderar Grönland.
Namnet har attribuerats till Johannes Döparens födelse, när John Cabot tros ha seglat till hamnen 1497 och till en baskisk fiskestad med samma namn. Staden, som existerat på kartor så tidigt som 1519, är en av de äldsta europeiska bosättningarna i Nordamerika. Den inkorporerades officiellt som stad 1888. Med en storstadsbefolkning på approximativt 219 207 (1 juli 2017) är St. John's storstadsområde Kanadas tjugonde största, och den näst största Census Metropolitan Area (CMA) i Atlantprovinserna, efter Halifax.
Staden har en rik historia, och har spelat viktiga roller under bland annat fransk-indianska kriget, amerikanska frihetskriget, och 1812 års krig. Den italienske uppfinnaren Guglielmo Marconi fick den första transatlantiska trådlösa signalen i St. John's. Dess historia och kultur har gjort staden till en viktig turistdestination.

## Kultur
Railway Coastal Museum ligger i den k-märkta tidigare järnvägsstationen för Newfoundland Railway.
TV-deckaren Hudson & Rex utspelar sig i St. Johns.

## Sport
Toronto Maple Leafs farmarlag St. John's Maple Leafs kom härifrån, men flyttade senare och bytte namn till Toronto Marlies.